# Pierre Karl Péladeau
Pierre Karl Péladeau (Montreal, 16  de Outubro de 1961) é um multi-milionário empresário canadense. É filho de Pierre Peladeau, fundador do grupo de mídia "Quebecor", baseado na província de Quebeque. Após a morte do pai em 1999, PLP assumiu a direção da empresa. É um defensor da soberania nacional para a província francófona do Canadá.